# Phyllachora mysorensis
Phyllachora mysorensis är en svampart som beskrevs av Seshadri 1966. Phyllachora mysorensis ingår i släktet Phyllachora och familjen Phyllachoraceae.   Inga underarter finns listade i Catalogue of Life.